# École de l'ambassade de Russie à Paris

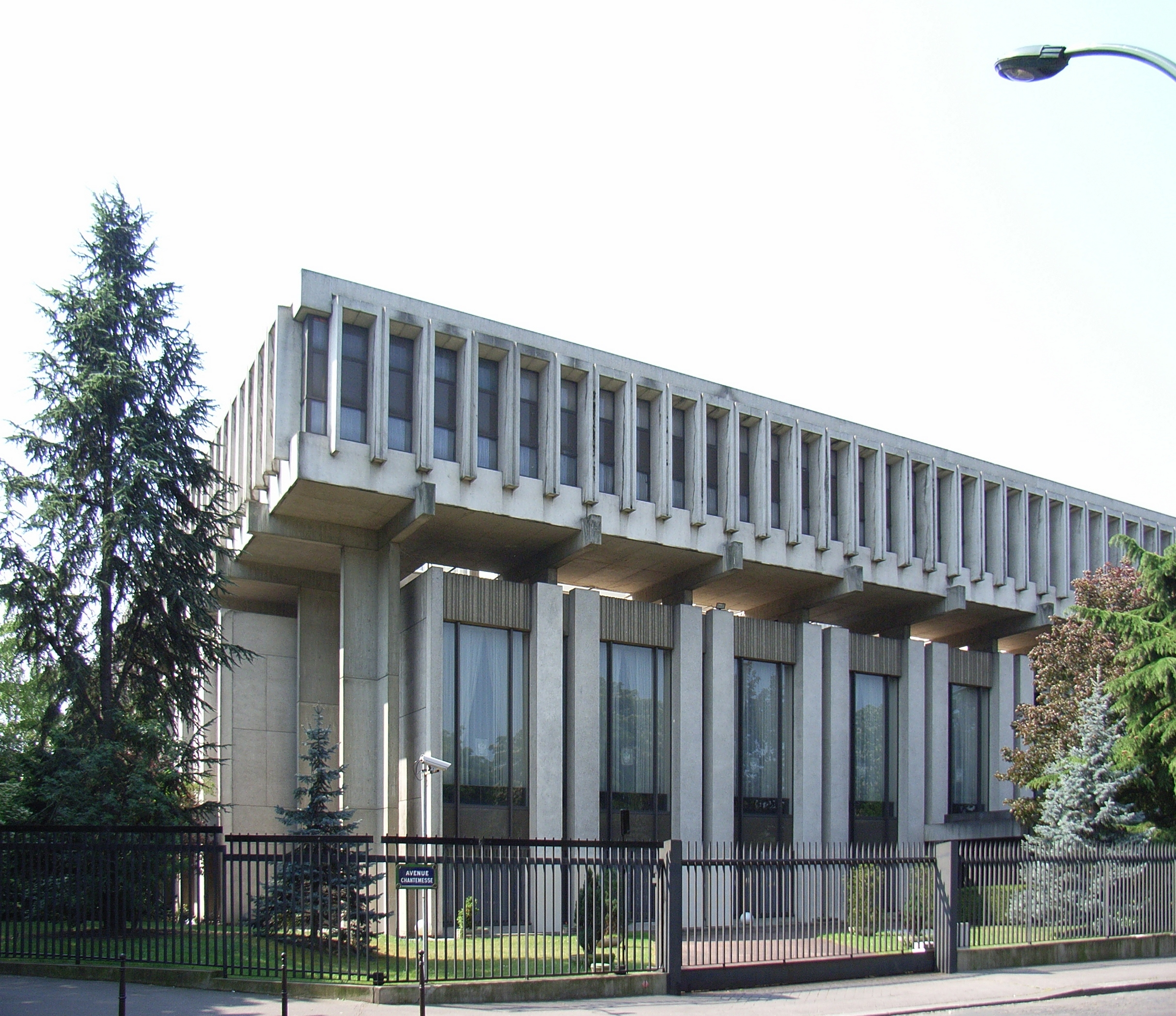
L'école est située au sein de l'ambassade de Russie à Paris.

L'École de l'ambassade de Russie à Paris (en russe : Школа при Посольстве России во Франции) est un établissement scolaire relevant de l'autorité du ministère russe des Affaires étrangères couvrant la scolarité primaire et secondaire.

## Présentation
Elle est située au sein de l'ambassade de la fédération de Russie, 40-50 boulevard Lannes, dans le 16e arrondissement de Paris,. Elle a été fondée par le ministère soviétique des Affaires étrangères et est entrée en activité en septembre 1954.
Il est prévu[Quand ?] que les classes primaires franco-russes s'installent, ainsi qu'un nouveau centre culturel, auprès de la nouvelle cathédrale russe de Paris.